# Списък с епизоди на „Къщата на совите“

## Къщата на совите– сериал
| Сезон | Епизоди | Сезонна премиера (САЩ) | Финал на сезона (САЩ) | Сезонна премиера (България) | Финал на сезона (България) |
| ----- | ------- | ---------------------- | --------------------- | --------------------------- | -------------------------- |
| 1     | 19      | 10 януари 2020 г.      | 29 август 2020 г.     | 2 януари 2021 г.            | 6 март 2021 г.             |
| 2     | 21      | 12 юни 2021 г.         | 28 май 2022 г.        | 5 септември 2022 г.         | 30 септември 2022 г.       |
| 3     | 3       | 15 октомври 2022 г.    | 8 април 2023 г.       |                             |                            |

## Сезон 1
| № епизод | № епизод в сезон | Оригинално Заглавие                | Заглавие на български                | Излъчване в САЩ     | Излъчване в България |
| --- | ---------------- | ---------------------------------- | ------------------------------------ | ------------------- | -------------------- |
| 1 | 1                | A Lying Witch and a Warden         | „Лъжеща вещица и надзирател“         | 10 януари 2020 г.   | 2 януари 2021 г.     |
| Момиче на име Лус Носеда (името ѝ произлиза от испансаката дума за светлина - luz) не се вписва добре в училище, затова е изпратена на летен лагер „В крак с реалността“, за да се научи да разделя фантазията с реалността. По стечение на обстоятелствата Лус минава през портал водещ към Врящите острови, част от Демонското царство, място населявано от демони и вещици, но Лус е единственият човек. Тя се запознава с Идалин Клоуторн, позната още като „Жената сова“, която се съгласява да върне Лус в Човешкото царство, ако помогне да вземе короната на властта на съквартиранта ѝ Крал (който е изключително очарователен демон) от място където може да влезе само човек. След като успешно помага на Ида, Лус решава да остане на Врящите острови и да се обучава за вещица. |                  |                                    |                                      |                     |                      |
| 2 | 2                | Witches Before Wizards             | „Вещиците пред вълшебниците“         | 17 януари 2020 г.   | 3 януари 2021 г.     |
| Лус иска да получи магичен жезъл и Ида се съгласява да и даде такъв, но когато е готова и достатъчно отговорна, за да го притежава. Дотогава Лус трябва да помага на Ида със нейния бизнес с отвари. Първоначално Лус смята, че е попаднала на Врящите острови неслучайно и че ѝ е писан път към величието. Постепенно докато продава отвари в града Костбъро ентусиазмът ѝ намалява. За щастие на Лус, един от клиентите на Ида е вълшебникът Адегаст, който я праща на мисия. По-късно се оказва, че цялата мисия е измама, целяща да провали бизнеса на Ида. Заедно Ида, Лус и Крал побеждават чудовището известно като Кукловод. Накрая Ида показва на Лус островите отдалеч и я вдъхновява да не чака предсказание да я направи специална, а сама да контролира съдбата си. |                  |                                    |                                      |                     |                      |
| 3 | 3                | I Was a Teenage Abomination        | „Бях чудовищен тийнейджър“           | 24 януари 2020 г.   | 9 януари 2021 г.     |
| Ида води Лус и Крал при гигантски труп на морско чудовище за да събират нещата, които е изяло. Лус започва да се съмнява в методите на обучение на Ида отива да се разходи. Случайно забелязва Уилоу, ученичка в училището за магия и демонизъм „Хексайд“. Пристига друга ученичка – Амити, която започва да тормози Уилоу, казвайки ѝ, че е слаба и не може да прави магии. Тогава Лус решава да сключи сделка с Уилоу – Лус се преструва на чудовище, което е уж създадено от Уилоу, а Уилоу развежда Лус из училището. Същевременно Крал се обзалага с Ида, че е по-добър учител от нея и взема за ученик един чудовищен плужек и ѝ казва, че ако Лус спре да се учи при Ида, сам ще започне да я обучава. В училището Лус се запознава с вещера Огъстъс и му дава прякора Гас. Ида осъзнава, че Лус се е отказала от нея и губи баса с Крал. Лус си създава трудности в училището, но ги преодолява. Връща се при Ида и казва на приятелите си, че не се нуждае от магическо училище, защото има Ида. |                  |                                    |                                      |                     |                      |
| 4 | 4                | The Intruder                       | „Натрапникът“                        | 31 януари 2020 г.   | 10 януари 2021 г.    |
| Крал иска да образова Лус в сферата на демонизма, но урока е прекъснат от развилняла се буря. Лус се опитва да накара Ида да я научи да прави заклинания, но тя е прекалено изморена за да прави магии. Накрая решава да научи Лус как се прави светлина. Обяснява и основите на магията и Лус иска да я заснеме как прави магия, но докато Ида прави заклинание, припада от изтощение. Лус се споразумява с Крал да слуша уроците му за демони, ако ѝ помогне да научи заклинанието. Крал взема еликсир от стаята на Ида го дава на Лус, мислейки си, че от този еликсир Ида получава магията си. Оказва се, че е той е пречел на Ида да се превърне в Совешки звяр и те трябва да я преобразят обратно. Лус преглежда записа на телефона си и забелязва, че има символ в магичния кръг. Рисува го на листо и открива, че това е метод за правене на светлинна магия. Благодарение на това те успяват да заслепят Ида и тя им признава, че преди време е била прокълната и остава впечатлена от откритието на Лус. След това Ида сънува спомен за това как е била прокълната и се опитва да разбере кой я е проклел, но се събужда. |                  |                                    |                                      |                     |                      |
| 5 | 5                | Covention                          | „Конвенция“                          | 7 февруари 2020 г.  | 16 януари 2021 г.    |
| Ида, Лус и Крал скучаят, защото нямат клиенти, когато се появяват Уилоу и Гас и канят Лус да дойде с тях на тазгодишната конвенция, където вещиците избират сборището, в което да влязат. Първоначално Ида отказва да отиде, но Лус използва хитрост за да я убеди. Вече на конвенцията, Лус и Крал помагат на Ида да се дегизира, защото тя не се е подчинила на закона и е отказал да влез в сборище. Докато Уилоу и Гас показват сборищата на Лус, Ида ѝ показва, че с влизането в сборище, вещиците губят магическата си независимост. Уилоу и Гас се вълнуват, защото виждат Императорското сборище. В театъра водачът на Императорското сборище – Лилит представя възможностите, които предоставя сборището. Докато излиза, Лус среща Амити, която се заяжда с нея и Крал. За да си отмъсти, Лус предизвиква Амити на Вещерски дуел. Двете полагат вечната клетва, че, ако Лус загуби, ще спре да учи магия, а ако Амити загуби, ще се извини, че ги е тормозила. Лус осъзнава каква грешка е допуснала и намира Ида по време на разговора ѝ с Лилит, която се оказва нейна сестра, и я моли за помощ. Ида решава да измами и въпреки възраженията на Лус, поставя капани по арената. В крайна сметка Лилит, която е ментор на Амити, също е измамила и Амити бяга засрамено. Лус следва Амити и й показва, че може да прави магия благодарение на глифове. Амити решава да отмени клетвата и позволява на Лус да учи магия. Ида натяква на Лилит, че е паднала до нейното ниво, като е измамила и Лилит я напада. Битката завършва без победител и Ида съветва Лус да решава сама каква вещица да бъде. |                  |                                    |                                      |                     |                      |
| 6 | 6                | Hooty's Moving Hassle              | „Подвижната лудница на Бухти“        | 21 февруари 2020 г. | 17 януари 2021 г.    |
| Ида играе на Магички с Бухбърт, но Лус забелязва, че проклятието й се връща. Оказва се, че еликсирът е свършил. Ида, Лус и Крал отиват до магазина да презаредят. Лус забелязва Уилоу и Гас, които са тъжни, защото Амити е поканила всички на Лунно призоваване освен тях. Тогава Лус решава да направят Лунно призоваване в Къщата на совите. Същевременно се оказва, че запасите от еликсир в магазина са свършили и Ида трябва да ходи до Нощния пазар за да презареди. По-късно Лус развежда Уилоу и Гас из Къщата на совите и тримата решават да съживят една фигурка, но погрешка съживяват цялата Къща на совите и на нея й поникват крака и тримата я контролират. Решават да отидат до къщата на Амити за да й покажат колко са могъщи. По това време Ида намира Гримхамър - дребно същество, което продава еликсира й, но сто пъти по-скъпо от обичайното. Тя се споразумява с него да играят на Магички и ако Ида спечели да вземе еликсира, а в противен случай Гримхамър да вземе нещо от Ида. Междувременно Лус, Уилоу и Гас са хванати от ловци на чудовища и биват хвърлени от морски скали. За щастие попадат на клон и успяват да се върнат на брега и да победят ловците на чудовища. През това време Гримхамър (който настоява да го наричат Тибълс) побеждава Ида и решава да вземе Крал като модел на линията си от бебешки дрешки. Ида се опитва да използва магия за да го спре, но проклятието й пречи. За щастие докато се прибират Лус, Уилоу и Гас минават през щанда на Гримхамър и благодарение на това. Ида успява да се измъкне. Когато се прибира кара децата да почистят бъркотията и заявява, че догодина и тя ще участва в Призоваването. |                  |                                    |                                      |                     |                      |
| 7 | 7                | Lost in Language                   | „Изгубени в езика“                   | 28 февруари 2020 г. | 23 януари 2021 г.    |
| Лус, Ида и Крал получават неочаквана доставка в която е бебето на Кралицата прилеп, за което трябва да се грижат срещу съответната цена. Лус също иска да помогне, но Ида я изпраща да да върне книги в библиотеката. След като връща книгите, Лус решава да се разходи в библиотеката и открива Амити, която чете приказки на децата. Лус се опитва да се сближи с Амити, но тя я отпраща. Тогава се намесват Емира и Едрик - братът и сестрата на Амити. Те развеждат Лус из библиотеката и правят пакости докато не ги изгонват. Тогава близнаците канят Лус да дойде с тях вечерта в библиотеката за да присъстват на събитието Плачеща звезда. Лус се прибира в Къщата на совите, където Ида и Крал имат проблеми с бебето. Лус го гъделичка, но това го кара да повърне други две бебета различаващи се от него само по размер. Лус отива до библиотеката за да се срещне с Емира и Едрик. Когато влизат виждат падаща звезда, която осветява цялата библиотека. По-късно разбират, че когато отворят книга написаното в нея става реалност. Докато те тримата се забавляват, Ида решава да прочете на бебетата приказка за да ги укроти. Междувременно Емира и Едрик откриват, че ако нарисуват нещо по илюстрациите на някоя книга рисунките стават истина. Едрик рисува по книгата за "Отабин шивачът на книги", но Лус захвърля книгата, която все пак остава отворена и нещо незабелязано излиза от нея. Емира и Едрик водят Лус в тайното скривалище на Амити в библиотеката и искат да намерят дневника й и да го окачат в училище за да го видят всички. Лус отказва, но случайно събаря дневника. Точно тогава се появява Амити и се кара на Лус, без да й даде възможност да обясни ситуацията. Емира и Едрик отиват да ритат гоблини, когато се появява чудовището Отабин и отвлича Амити. След като заедно го побеждават Лус изпраща Амити до изхода на библиотеката и тя й се извинява за лошото си държание. Когато се Лус намира Ида заспала с бебетата в ръце. Тогава се появява Кралицата прилеп и оставя наградата. Ида се събужда и остава много разочарована, че бебетата са си отишли, но Лус и подарява книга за родителство. |                  |                                    |                                      |                     |                      |
| 8 | 8                | Once Upon a Swap                   | „Имало една размяна“                 | 6 март 2020 г.      | 24 януари 2021 г.    |
| Лус смята, че Ида може да разреши всеки проблем с магия, Карл си мисли, че проблемите на Лус са само тъпи тийнейджърски драми, а Ида е на мнение, че Крал няма проблеми, защото го глезят като бебе и за да разреши спора, Ида решава да размени телата на всички, за да се поставят в гледната точка на другите. Лус попада в тялото на Ида, Крал попада в тялото на Лус, а Ида се озовава в тялото на Крал. Първоначално Ида получава само милувки и подаръци, защото е в тялото на Крал, но скоро се озовава в кафене където попадне ли веднъж, никога не ще се измъкне. Междувременно Крал установява надмощие над приятелите на Боша - приятелка на Амити, която тормози Лус и приятелите й. Крал прави пакости заедно със новите си приятели, но Боша иска да си върне властта над тях и предизвиква Крал на състезание по Завоя на мъртвеца - изключително опасна писта, минаваща над Костбъро. Крал случайно пада от пистата и събаря Колибата на съкровищата - мястото за срещи на Боша и приятелите й. Тогава се налага да бяга и единственото място на което може да се скрие е същото кафене в което е затворена Ида. Там обаче също е натрапник заради правилото, което забранява влизането на тийнейджъри в кафенето. По това време Лус добавя светлини към магазина на Ида и заради тях бива хваната от стражи и отведена в полицейският участък. Изведнъж се появява Лилит и се опитва да убеди Лус да се присъедини в Императорското сборище, мислейки си, че Лус е Ида, но тя се измъква, отива в кафенето, където са затворени Ида и Крал и ги измъква. Обаче когато излизат, всички се срещат с тези, които ги преследват. Тогава Ида решава да размени телата на всички и да избяга с Лус и Крал. |                  |                                    |                                      |                     |                      |
| 9 | 9                | Something Ventured, Someone Framed | „Имаш ли дързост, идват последствия“ | 13 март 2020 г.     | 30 януари 2021 г.    |
| Гас има проблеми в Обществото за опознаване на човеците ( ООЧ ) и президентската му титла е отнета от най-новия им член - Матоломил. Гас решава да пренебрегне забраната на Лус да влиза в Хексайд и обещава да я доведе на следващата среща на ООЧ. Лъже Лус, че е успял да отмени забраната и я убеждава да дойде с него в Хексайд. Уилоу е против плана на Гас да заведе Лус на срещата на ООЧ. Въпреки това Гас я убеждава, че е обмислил добре всичко и я моли да не се притеснява. В същото време Ида провежда разговор с Бухти и решава да запише Лус в Хексайд. През това време Лус се представя на Матоломил и той я разпознава на един от плакатите, които изпадат от чантата на Гас. Докато той развежда Лус из училището, Ида преговаря с директор Бъмп да запише Лус в Хексайд. Той се съгласява, ако Ида поправи всичко, което е съсипала, докато е учила в Хексайд. Същевременно Лус се представя на ООЧ. Матоломил си признава, че предметите, които е донесъл са фалшиви.Докато Ида се опитва да почисти омагьосаните графити, които е надраскала като малка, Матоломил издава Лус и Гас на стражите, затова, че въпреки забраната на Лус да влиза в Хексайд, тя и Гас я нарушават. За да помогне на Лус, Гас заедно с Матоломил са принудени да влязат в стаята за задържане, където по-рано е била отведена Лус. За да се измъкнат се налага да разбият вратата, но биват заловени от директор Бъмп, който вече е приел Лус в Хексайд. Когато разбира какво е направила Лус, Бъмп иска да я изключи от училището Гас взема решение да поеме нейното наказание и бива изключен от ООЧ. Директор Бъмп обявява, че Лус ще започне да учи в Хексайд през следващия семестър. |                  |                                    |                                      |                     |                      |
| 10 | 10               | Escape of the Palisman             | „Бягството на палисмана“             | 20 март 2020 г.     | 31 януари 2021 г.    |
| Докато Крал се забавлява на детската площадка, Ида усеща, че проклятието й се връща и се налага да се приберат. Лус отива при Уилоу и Гас, за да гледат мача по злоръгби между Хексайд и Гландус. Изпускат превоза и се налага да използват жезъла на Ида, за да стигнат навреме. Междувременно Крал открива, че Ида се е превърнала в Совешки звяр, но се подчинява на командите му. Лус идва да вземе жезъла на Ида и Крал й дава разрешение, защото се бои, че Лус ще попречи на плана му да властва на детската площадка. Лус се опитва да подкара Бухбърт към Гландус, но не може да го управлява и се блъскат в дърво. При удара главата на Бухбърт се наранява и той отлита в гората. Докато преследват Бухбърт, Лус, Уилоу и Гас попадат в гнездото на Кралицата прилеп, където намират малкия бухал. Същевременно Крал и Ида вече са пристигнали на площадката където Крал установява властта си. Ида отказва да се подчинява на неговите команди. В същото време Кралицата прилеп решава да позволи на Бухбърт да се върне при Лус, ако тя премине наложените от нея изпитания. Точно когато Ида напада Крал, се появява "Контрол над животните" и я вземат. Налага се Крал да се откаже от властта си, за да спаси Ида и да я отърве от проклятието. Междувременно Лус е преминала всички изпитания, но Кралицата прилеп отказва да й даде Бухбърт докато не я победи в дуел. Отначало Кралицата прилеп надделява, но Лус забелязва, че тя има ключалка - вдлъбнатина на крака, която помага на палисманите да влизат в жезлите си и осъзнава, че Кралицата прилеп също е била палисман. Кралицата прилеп заявява, че някога е била част от жезъл направен за гигант, но е била забравена и пази всички палисмани, сполетени от същата съдба. Накрая позволява на Лус да вземе Бухбърт. Когато се прибират Лус и Бухбърт се разбират това да е тяхната малка тайна. |                  |                                    |                                      |                     |                      |
| 11 | 11               | Sense and Insensitivity            | „Разум и безчувственост“             | 11 юли 2020 г.      | 6 февруари 2021 г.   |
| Лус и Крал решават да участват в писателски конкурс като екип, но Крал не е съгласен с идеите на Лус. Той решава сам да напише история и постига изключителен успех. Междувременно Ида поема на пътешествие към Цвета на вечната младост. По пътя среща сестра си Лилит, която иска да донесе Цвета на Императора. Постепенно решават да работят заедно и стигат до мястото на цветето. Цялата история се оказва капан от чудовище, искащо да погълне жизнените сили на Ида и Лилит. Заедно го побеждават и Лилит предлага на Ида да се присъедини към Императорското сборище, но Ида отказва. През това време всички фенове на книгата на Крал очакват продължението, но издателят не го одобрява. Крал осъзнава, че не може да пише без да се бунтува срещу лигавата фантазия на Лус. Тя се обижда и си тръгва, но бива пресрещната от Пиниет - издателя на Крал, който е дочул разговора им. По-късно зад кулисите Пиниет затваря Лус и Крал в смаляваща кутия и отказва да ги пусне, докато не напишат продължението. Те успяват да се измъкнат с хитрост и бързо отиват до Къщата на совите. |                  |                                    |                                      |                     |                      |
| 12 | 12               | Adventures in the Elements         | „Приключения с елементите“           | 18 юли 2020 г.      | 7 февруари 2021 г.   |
| Лус трябва да знае поне две заклинания, за да не попадне в бебешкия клас в Хексайд. Затова отива на Коляното - място, където магията тече във въздуха, за да научи второто си заклинание. Там среща Амити, Емира и Едрик. Лус се съмнява в методите на Ида, затова решава да вземе тренировъчната пръчка на Амити. Ида я хваща и й се кара, но Лус иска да й покаже какво може с нея. За нещастие уцелва Плъзгавия звяр - изключително опасно чудовище, което отвлича Ида, Емира и Едрик. През това време Крал съживява няколко играчки, за да ги направи свои подчинени. Скоро те започват да се бунтуват и изхвърлят Крал от къщата. Налага се той да поиска помощ от Бухти и да му се извини, че се е държал лошо с него. Бухти се съгласява и побеждава злите играчки. Същевременно Амити затваря Лус в магическа клетка. Лус открива втори глиф и го използва за да се измъкне. Заедно с Амити успяват да надвият Плъзгавия звяр и да спасят Ида, Емира и Едрик. |                  |                                    |                                      |                     |                      |
| 13 | 13               | The First Day                      | „Първият учебен ден“                 | 25 юли 2020 г.      | 13 февруари 2021 г.  |
| Лус иска да изучава всички видове магия, но правилата на Хексайд позволяват да се изучава само един от следните видове: Отвари, Чудовищна магия, Растителна магия, Лечителска магия, Строителна магия, Грижа за зверове, Илюзии, Бард и Оракулска магия. Тя избира курса по Отвари, но се съмнява, че е направила правилния избор. Опитва се да използва оракулско кълбо за да разбере дали е избрала правилния курс, но бива хваната от Бъмп, който я завежда в наказателния курс. През това време Крал рови из кофите за боклук и случайно заема мястото на учител, който е напуснал работа наскоро. Лус се опитва да накара Уилоу и Гас да я измъкнат, но опознава Вайни, Джърбо и Баркъс - другите деца в наказателния курс и решава да остане. Уилоу и Гас не знаят, че Лус е размислила и се опитват да я измъкнат. Това обижда новите приятели на Лус и те я изгонват. През това време в училището се промъква Базилиск, преобразен като инспектор. Лус се сдобрява с Вайни, Джърбо и Баркъс и заедно те побеждават Базилиска. Бъмп отначало им се кара задето смесват магия, но после осъзнава, че точно смесената магия го е спасила. Той позволява на всички да изучават видовете магия, които искат. Накрая Бъмп изгонва Крал от учителския пост. |                  |                                    |                                      |                     |                      |
| 14 | 14               | Really Small Problems              | „Доста дребни проблеми“              | 1 август 2020 г.    | 14 февруари 2021 г.  |
| Хексайд е затворен, затова Лус решава да прекара време с Крал на Карнавала на Костбъро. Там Лус среща Уилоу и Гас, които и предлагат да помогнат на Лус и Крал да спечелят гривните на приятелството, които Крал иска за него и Лус. Крал е разстроен, че покрай Уилоу и Гас Лус забравя за него, затова се допитва до медиумът Очевидко, който е дегизираният Тибълс. Очевидко дава на Крал спрей, който смалява всичко което напръска. Крал случайно напръсква Уилоу и Гас, но Лус не забелязва и Крал предпочита да ги остави смалени. Лус открива Уилоу и Гас и докато се карат с Крал, случайно разсипват спрея върху себе си. Тибълс ги намира и ги отнася в "Тентата с дребните терори на Тибълс", за да се бият с животните там. Крал успява да надхитри Тибълс и всички си връщат нормалните размери. |                  |                                    |                                      |                     |                      |
| 15 | 15               | Understanding Willow               | „Прозрение за Уилоу“                 | 1 август 2020 г.    | 20 февруари 2021 г.  |
| Лус и Уилоу правят снимки на спомените си във Фотокурса в Хексайд. Лус се опитва да накара Уилоу да й разкаже за историята й с Амити, но Уилоу отбягва темата. Докато Лус, Уилоу и Гас са на обяд, Амити наднича в стаята на Фотокурса и забелязва спомен на Уилоу с нея и решава да го изгори. Случайно запалва и другите й спомени, което кара Уилоу да изгуби паметта си. Лус се досеща какво е станало и заедно с Амити, Уилоу и Гас отиват при Ида, молейки я за помощ. Ида решава да изпрати Лус и Амити в ума на Уилоу, за да могат да възстановят спомените й. Лус и Амити почти са възстановили спомените й, Когато се появява огнено чудовище, което унищожава спомените, в които участва Амити. Двете с Лус успяват да го спрат и се оказва, че чудовището е Вътрешната Уилоу - пазител на спомените на Уилоу. Вътрешната Уилоу се опитва да убие Амити, защото тя е наранила Уилоу, но Амити й показва истинската причина да спрат да са приятелки. Тогава Вътрешната Уилоу помага на Лус и Амити да възстановят останалите спомени. |                  |                                    |                                      |                     |                      |
| 16 | 16               | Enchanting Grom Fright             | „Oмагьосващ страх“                   | 8 август 2020 г.    | 21 февруари 2021 г.  |
| Лус открива нов глиф, когато получава съобщение от майка си. Тя не иска да я лъже, затова и изпраща само емоджита. По-късно в училище Амити е избрана за Гром кралица. Първоначално Лус я поздравява, но Амити й обяснява какво представлява Гром и Лус разбира защо е толкова разстроена. По-късно Лус предлага да заеме мястото на Амити, като Гром кралица. Тя се опитва да тренира за Гром, но не е сигурна какъв е нейният най-голям страх. Докато Лус се бие с Гром, той приема формата на майка й, която открива, че Лус я е лъгала през цялото време. Лус не успява да се справи и се налага Амити да й помогне. Гром успява да хване Амити и се оказва, че най-големият й страх е да откажат на поканата й за Гром. Заедно успяват да победят Гром и стават Гром кралици. Лус така и не осъзнава, че тя е човекът, който Амити иска да покани на Гром. По-късно вечерта Лус се осмелява да отговори на майка си и й разказва за деня си. |                  |                                    |                                      |                     |                      |
| 17 | 17               | Wing It Like Witches               | „Полетете като вещици“               | 15 август 2020 г.   | 27 февруари 2021 г.  |
| Боша на спира да тормози Уилоу, затова Лус я предизвиква на злоръгби мач. Залогът е, ако Лус, Уилоу и Гас спечелят, Боша ще спре да ги тормози, а ако Боша спечели, ще ги използва за мишени. Никой не смята, че Лус, Уилоу и Гас могат да победят, но въпреки това Лус насърчава другите да тренират. През това време Лилит идва в Къщата на совите и се опитва да накара Ида да се присъедини към Императорското сборище. Ида се съгласява, но само, ако Лилит я победи в злоръгби мач. Ида успява да победи Лилит и й дава пръстена си за да не се върне при Императора с празни ръце. Същевременно Уилоу и Гас се отказват от мача, защото са прекалено изтощени да играят. Лус решава да поеме наказанието на Уилоу, но последната се появява и решава все пак да играе. Амити също се присъединява, заемайки мястото на Гас. В крайна сметка Боша печели, но Амити си чупи крака и се налага Лус да я носи. |                  |                                    |                                      |                     |                      |
| 18 | 18               | Agony of a Witch                   | „Агонията на вещицата“               | 22 август 2020 г.   | 28 февруари 2021 г.  |
| Проклятието на Ида се влошава, затова Лус решава да отмъкне Лечебната шапка от Императорския дворец и да излекува Ида. Тя и класа й отиват на екскурзия до Императорския дворец и биват посрещнати от асистентката на Император Белос - Кикимора която им разказва за историята на островите. Докато учениците обикалят из двореца, Лилит разговаря с Император Белос и той й дава срок до залез слънце да доведе Ида, но ако не го направи, ще бъде прогонена от Императорското сборище. Лилит се опитва да измисли начин да доведе Ида, когато чува Лус, Уилоу и Гас, които се опитват да откраднат Лечебната шапка. Тя решава да вземе Лус за заложник и така да накара Ида сама да дойде до двореца. Ида пристига и започва да се бие с Лилит. В момент на ярост, Лилит споменава, че тя е човекът, проклел Ида. В крайна сметка проклятието на Ида й пречи да победи и тя се превръща в Совешки звяр завинаги и бива заловена от Лилит. |                  |                                    |                                      |                     |                      |
| 19 | 19               | Young Blood, Old Souls             | „Млада кръв, стар дух“               | 29 август 2020 г.   | 6 март 2021 г.       |
| Лус се чувства отговорна за залавянето на Ида, затова решава да я освободи. Докато Лус се промъква в Подчинаториума, където ще Ида ще бъде вкаменена по залез, Белос съобщава на Лилит, че не планира да излекува проклятието на Ида. Лилит се чувства предадена, затова решава да помогне на Лус в измъкването на Ида. Първоначално Лус иска да отмъсти на Лилит, но последната й обяснява, че е на нейната страна.Докато се опитват да стигнат до Ида, Белос се появява и заловява Лилит и Крал. Лус се опитва да го надвие, но Белос й предлага сделка - тя му дава портала за Човешкото царство в замяна на свободата на Ида, Лилит и Крал. Лус решава, че не може да рискува и унищожава портала. Заедно Ида, Лилит, Лус и Крал успяват да избягат от двореца. Лилит решава да сподели проклятието на Ида. През това време Белос започва да поправя портала. |                  |                                    |                                      |                     |                      |

## Сезон 2
| № епизод | № епизод в сезон | Оригинално Заглавие                    | Заглавие на български                 | Излъчване в САЩ   | Излъчване в България |
| --- | ---------------- | -------------------------------------- | ------------------------------------- | ----------------- | -------------------- |
| 20 | 1                | Separate Tides                         | „Всеки за себе си“                    | 12 юни 2021 г.    | 5 септември 2022 г.  |
| Лус се опитва да изпрати на майка си видео в което обяснява какво се случва с нея, но не може, защото откакто порталът е разрушен, няма обхват на Врящите острови. Тя разказва, че откакто Ида няма човешки вещи, които да продава се налага да ловят зверове за да има храна на масата. По-късно Лус чува Ида да обсъжда с Лилит, че трябва да плаща повече за да храни Лус. Тогава тя решава да залови опасното чудовище Селкидом за да изкара пари. Отначало капитанът й няма доверие, но след, като тя помага за поддръжката на кораба, той я признава за член на екипажа. През това време Лилит решава да намери начин да се реваншира на Ида задето я е проклела и решава да направи Шпионска отвара, с която да могат да следят събитията в Императорския дворец. Бухти иска да й помогне, но тя грубо го отпраща. Междувременно Крал открива, че корабът, на който са двамата с Лус е собственост на Императора. Опитва се да съобщи на Лус, но бива хванат от Златния страж - новия водач на Императорското сборище. Същевременно Селкидом се появява близо до кораба. Лус и екипажа са на косъм от това да го хванат, когато биват нападнати от бандит. Лус тръгва след натрапника и го преследва докато не стигат до остров. Оказва се, че бандитът е Ида, която е ограбила кораба, за да се сдобие с пари. Докато Лус и Ида се карат, биват прекъснати от Златния страж, който поставя условие да убият Селкидом за да ги пусне на свобода. През това време Лилит изпада в отчаяно положение и се налага да извика Бухти на помощ. Той веднага се появява и й помага, но се наранява. По - късно Лилит му помага да прочисти раните си и му благодари за помощта. Междувременно Лус иска да поеме риска сама да победи Селкидом за да се реваншира на Ида за всичко, което е жертвала за нея. Ида й обяснява, че Лус е най-хубавото нещо, което й се е случвало. Тогава Лус решава да измамят Златния страж с глифи и да спасят Селкидом, която се оказва, че е майка. След като отпращат Златния страж, Селкидом повръща Селкигрис, който е много ценен на Нощния пазар и Ида го взема. Когато се прибират, Лилит им показва вече завършената Шпионска отвара. Всички са впечатлени, но са твърде уморени и отиват да си починат. През това време в двореца Император Белос е завършил поправката на портала. |                  |                                        |                                       |                   |                      |
| 21 | 2                | Escaping Explusion                     | „Почти изгонени“                      | 19 юни 2021 г.    | 6 септември 2022 г.  |
| Родителите на Амити - Одалия и Аладор Блайт, смятат, че Лус, Уилоу и Гас разсейват дъщеря им от по-важните за нея неща затова използват пълномощията си и уреждат изключването и от Хексайд. Лус се опитва да накара Одалия да размисли и тя й дава визитка на Блайт Индъстрийс на която е написан адресът им. През това време Ида се опитва да експериментира с глифове, но не постига успех. Тя се опитва да нарисува няколко глифа един върху друг, но се получава нарастващ бодлива топка, която поглъща всичко по пътя си. Същевременно Лус отива до Имението Блайт за да преговаря с Одалия да ги върне нея и приятелите й в Хексайд. Тя се съгласява, но Лус трябва да помага с представянето на новите продукти на Блайт Индъстрийс, които впоследствие се оказват доста опасни. Докато Лус представя продуктите, Амити, Уилоу и Гас решават да намерят начин да я измъкнат. Получават помощ с проникването от Емира и Едрик. Амити пренебрегва заповедите на майка си и се притичва на помощ на Лус. Амити сключва сделка с Одалия да се предаде, при условие, че Одалия ще върне Лус, Уилоу и Гас на училище. Когато Лус се прибира, Лилит се опитва да й обясни, че е открила нещо ново за глифовете, но Лус е твърде уморена за да я слуша и отива да спи. През това време Златния страж отива в Имението Блайт и изкупува всички Чудоматони 2.0, обяснявайки, че Император Белос не е благосклонен към граждани, създаващи частна армия. |                  |                                        |                                       |                   |                      |
| 22 | 3                | Echoes of the Past                     | „Ехо от миналото“                     | 26 юни 2021 г.    | 7 септември 2022 г.  |
| Лилит и Бухти не вярват на историите на Крал, че е бил "крал на демоните", затова той решава да заведе Лилит, Бухти и Лус на неизвестен остров на който се намира замък, за който Крал твърди, че е бил негов. Постепенно Лилит и Бухти започват да се доверяват на Крал и започват да му се подмазват, за да им разказва още истории за царуването си. Оказва се, че замъкът си има чудовищни пазачи и един от тях напада Лилит, бухти и Лус. Изведнъж се появява Ида и ги спасява. Тя разказва на Крал истинската история за това как го е намерила и той осъзнава, че всъщност не е никакъв крал. Накрая решава да потърси истината и си спомня, че чудовищният пазач всъщност е пазел него и че този замък е бил построен за него. Той подчинява чудовището, което по-късно нарича Жан Люк и всички се прибират в Къщата на совите. Когато Крал е вече заспал Ида, Лилит и Лус обсъждат миналото му и решават, че каквото и да открият, ще са до Крал. |                  |                                        |                                       |                   |                      |
| 23 | 4                | Keeping up A-Fear-Ances                | „30-годишна мисия“                    | 3 юли 2021 г.     | 8 септември 2022 г.  |
| Лус и Ида обсъждат как Ида е намерила портала към Човешкото царство, когато се появява майката на Ида и Лилит - Гуендолин. Тя обявява, че най-накрая ще завърши една 30-годишна мисия и че ще излекува проклятието. Ида не е особено ентусиазирана и грубо отпраща майка си. Лус и Лилит са възмутени от държанието на Ида и Лус решава да помогне на Гуен да излекува проклятието на Ида. Заедно отиват при вещера Уортлоб, който дава на Гуен том в който ще намери лечебните умения, които търси. Докато Лус и Гуен поставят се опитват да излекуват Ида, Лилит обяснява на Крал, че е почти невъзможно баща му да дойде, както той се надява. Лус и Гуен изпробват доста начини да излекуват Ида и Лус започва да се съмнява в достоверността им. Оказва се, че Уортлоб е мошеник и методите му са измама. Ида открива Лус и Гуен и толкова се ядосва, че се превръща в Совешки звяр. По същото време Лилит не открива еликсира, защото Гуендолин го е прибрала и се превръща в Гарванов звяр. Двете чудовища се сбиват и се налага Гуен да ги усмири. По-късно за огромно нещастие на Бухти, Лилит решава да се премести при майка си, за да наваксат изгубеното време заедно. Гуендолин казва на Лус, че тя не е единствения човек живял на отровите и че ако иска да научи повече, може да потърси в библиотеката. През това време в Човешкото царство има някой, който много прилича на Лус и живее с майка й. |                  |                                        |                                       |                   |                      |
| 24 | 5                | Through the Looking Glass Ruins        | „Из Огледалните руини“                | 10 юли 2021 г.    | 9 септември 2022 г.  |
| Гас е разстроен, че заради него Уилоу е пострадала, затова Лус го води до библиотеката за да научи повече за Филип Уитабейн - човекът за който й разказа Гуен. Гас се среща с група гландусци, които смятат да отидат да намерят Галдорските камъни - камъни, които увеличават силите на всеки, който ги държи, с изключение на илюзионистите. През това време Лус пита Амити за дневника на Филип и тя й казва, че би трябвало да е в Забранените купчини. Амити успокоява Лус, че картата й на служител отваря вратите, но не трябва никой да разбира, че са влезли. През това време Гас и новите му приятели - Ангмар, Гавин, Приа и Матоломил пристигат в Огледалните руини - мястото, където се намират Галдорските камъни. Гас открива, че Огледалните руини всъщност са гробище на илюзионисти и се опитва да убеди другите да си отидат, когато се появява пазителя на Галдорските камъни, който в крайна сметка се оказва илюзия на дракон. Приа, Ангмар и Гавин се опитват да отнесат камъните, но Гас успява да направи илюзия и да ги изгони. Същевременно Лус и Амити намират дневника, но се оказва, че е бил изяден от плъх и Лус не успява да се сдържи да не извика, заради което биват хванати и Амити бива уволнена. Лус решава да поправи нещата и да върне работата на Амити. По-късно Лус отива да върне картата на служител на Амити и открива, че последната си е боядисала косата светлолилаво. Оказва се, че плъхът, който е изял дневника се е хванал за крака на Лус и се опитва да избяга, но тя успява да го хване. Амити казва, че това е Ехо мишка и възпроизвежда всичко, което изяде. Той прави прожекция на първата глава от дневника и Лус решава да го задържи като домашен любимец. Амити заявява,че Лус винаги успява да намери начин да влезе в нечие сърце и я целува по бузата. |                  |                                        |                                       |                   |                      |
| 25 | 6                | Hunting Palismen                       | „На лов за палисмани“                 | 17 юли 2021 г.    | 12 септември 2022 г. |
| В Хексайд има ден за осиновяване на палисман, но Лус не пасва на нито един, затова се прибира в Къщата на совите с празни ръце. С надеждата да успее да намери своя палисман, Луз отива в училището през нощта и започва да планира бъдещето си пред палисманите. За нещастие бива прекъсната от Златния страж, опитващ се да донесе палисманите на Белос, който се нуждае от тях, за да овладее тайнственото си проклятие. Лус успява да обезоръжи Златния страж, но корабът, на който се намират бива съборен от дракон, който по-късно се оказва домашен любимец на Кикимора, която се опитва да си присвои заслугите на Златния страж и да се представи в по-добра светлина пред Императора. Лус намира Златния страж сред развалините на кораба и се споразумява с него да се сработят и да освободят палисманите. В крайна сметка Златния страж се опитва да предаде Лус но тя го разубеждава. За огромно учудване на Лус, Златният страж й разкрива името си, което е Хънтър. Точно тогава Кикимора се опитва да ги улови, но Лус и Хънтър я побеждават. По-късно в Къщата на совите Ида и Крал подаряват на Лус парче от палистромово дърво, от което тя да си направи направи собствен палисман. През това време Хънтър има неочакван посетител - палисманът, който беше с Лус и Хънтър по време на мисията им. Хънтър бива изненадан от това, че палисманът го избира за свой собственик. |                  |                                        |                                       |                   |                      |
| 26 | 7                | Eda's Requiem                          | „Реквиемът на Ида“                    | 24 юли 2021 г.    | 13 септември 2022 г  |
| Ида среща Рейн Уиспърс - нейно бившо гадже и сборищен водач на Бардското сборище. Оказва се, че Рейн е бунтовник и цели да провали плана на Императора за Деня на единството. Ида се присъединява към Бардове опозиция на трона (БОНТ). За нещастие една от акциите им съвпада с Гланд при - състезание в което участват Лус и Крал. Ида иска да присъства, но се налага да участва в акцията, която по-късно се оказва засада от главните вещери Еберулф и Дариус целящи да заловят Рейн. Ида и Рейн почти ги побеждават, но Дариус се оказва по-силен и заловява Рейн. Ида се измъква и отива директно на Гланд при, където Лус и Крал завършват на пето място. Оказва се, че Крал е решил да смени името си на Крал Клоуторн и Ида остава много трогната. |                  |                                        |                                       |                   |                      |
| 27 | 8                | Knock, Knock, Knockin' on Hooty's Door | „Чук, чук, чукам на портите на Бухти“ | 31 юли 2021 г.    | 14 септември 2022 г  |
| Бухти иска да помогне на всички да решат проблемите си, за да изпълни дълга си като Къщата на совите. Решава да започне от Крал, който се опитва да разбере произхода си. След няколко много мъчителни метода, за научаване на вида демон, който е Крал, Бухти му съобщава, че така и не е успял да разгадае тайната на произхода му. Крал е много разстроен и заслепен от гнева си, надава силен вик, който създава ударна вълна, причиняваща щети на околните обекти. Бухти не я забелязва и решава, че се е провалил. След, като приключва с Крал, Бухти се заема с Ида, която се опитва да намери начина да върне загубената си магия. Бухти я приспива със Спяща коприва, за да се пребори със Совешкия звяр, който постоянно сънува. Тя решава да сключи примирие със Звяра и когато се събужда, тя е преобразена в Харпията Ида. Бухти я вижда и решава, че се провалил отново, затова решава да се заеме с Лус, която се опитва да измисли как да покани Амити на среща. Той отвлича Амити и прави Тунел на любовта в който затваря Лус и Амити. Лус се държи все едно това е нещо ужасно и Амити се разстройва. Бухти решава, че пак се е провалил затова се опитва да се отдели от Къщата на совите. Ида и Крал успяват да го убедят, че всъщност им е помогнал, но той все още е разстроен заради Лус. Тя най накрая събира смелост да покани Амити на среща. Бухти се успокоява и изпраща на Лилит писмо, в което описва случилото се, когато се появява демон, изглеждащ като по-възрастна версия на Крал и оставя писмо до Крал. Бухти забелязва бръмбар на писмото и изяжда писмото заедно с бръмбара. |                  |                                        |                                       |                   |                      |
| 28 | 9                | Eclipse Lake                           | „Езеро Еклиптика“                     | 7 август 2021 г.  | 15 септември 2022 г  |
| Лус вижда прожекция от дневника на Филип, където той разказва за езерото Еклиптика - езеро от Титанова кръв, намиращо се в пещера в Коляното. Лус е болна от синка и не може да оъиде до езерото Еклиптика, затова Амити, Ида и Крал поемат на пътешествие за Коляното. Когато пристигат, разбират, че и на Белос му трябва Титанова кръв за да захрани портала, затова е изпратил Кикимора да му я донесе. Натъкват се на Хънтър, който иска да донесе Титановата кръв на Белос преди Кикимора, защото не иска да бъде заменен. Заедно те влизат в пещерата, която се оказва част от вените на Титана. Те продължават да вървят и се натъкват на Глупашка кръв - субстанция, която предизвиква скални срутвания. Ида се опитва да си вземе от нея, мислейки си, че това е Титанова кръв, но така отваря дупка в която пропадат Ида и Крал. Амити и Хънтър чуват Кикимора да се приближава и Амити освобождава Хънтър за да може да се спаси, но той я спъва и така Кикимора я хваща. Кикимора отива към езерото Еклиптика и оставя Амити на милостта на един Императорски генерал, който я хвърля в дупката, където са Ида и Крал. Оказва се, че Ида и Крал са се хванали за Бухбърт, който се е заклещил между две скали, но започва да се напуква. Ида иска да се превърне в Харпията Ида, и решава да сключи сделка с вътрешния си звяр. В последния момент отлита и тръгва след Кикимора, която е претърпяла катастрофа с миньорски колички. Малко по-късно откриват, че езерото Еклиптика е пресъхнало и Хънтър е в него. Той обяснява на Амити, че белос има нужда от Титанова кръв, за да пресъздаде силата на ключа за портала и, ако не се върне с такава, Белос няма да има нужда от него. Тогава забелязва, че Амити носи ключа със себе си и се сбива с нея за да се добере до ключа. В крайна сметка Хънтър побеждава, но тя успява да пропука ключа и да напои ръкавицата си с Титанова кръв. |                  |                                        |                                       |                   |                      |
| 29 | 10               | Yesterday's Lie                        | „Вчерашни лъжи“                       | 14 август 2021 г. | 16 септември 2022 г  |
| Лус най-накрая завършва проекта за създаването на нов портал, но нейният се оказва доста нестабилен и тя завързва въже за кръста си, с което да я издърпа Ида в случай, че портала започне да се затваря. Лус се озовава в пространството между Демонското и Човешкото царство и може да създаде свое отражение навсякъде в двата свята. Опитва да се свърже с майка си - Камила Носеда, но тя не успява да я чуе, защото се появява двойничката на Лус, която живее с майка й. Лус се ядосва и се опитва да преброи до пет, когато се появява нов куб в който се появява двойничката на Луз. Тя се опитва да избяга, но Лус я убеждава, че е на нейна страна. Тя се представя, като Вий и обяснява на Лус, че може да живее с майка й, но не може да се преобрази, защото е изчерпала запасите си от магия. Лус и помага да намери магически предмети и докато търсят такива се натъкват на човек, който е следял Вий през цялото време. Тя попада в капан и се налага Лус да се свърже с майка си и да й разкаже за Демонското царство и да я накара да помогне на Вий. Камила отначало мисли, че Лус играе някаква игра, но постепенно осъзнава, че всичко което Лус й разказа е истина. Тя измъква Вий и когато остава насаме с Лус я кара да й обещае, че когато се върне при нея, ще остане в Човешкото царство и няма да се връща на Врящите острови. Лус се опитва да я разубеди, но Ида и Крал започват да я дърпат и тя е принудена да обещае на майка си. |                  |                                        |                                       |                   |                      |
| 30 | 11               | Follies at the Coven Day Parade        | „Пакости на Парада на сборищния ден“  | 19 март 2022 г.   | 19 септември 2022 г  |
| Лус се чуди дали е задължително да избира между Демонското и Човешкото царство, затова решава да помогне на Кикимора, която трябва да избере между работата и семейството. Ида пък иска да се увери, че Рейн е добре след битката с Дариус и Ебер, затова с Лус заедно съставят план да "отвлекат" Кикимора и Рейн по време на Парада на сборищния ден. За нещастие се появява Тера Антиринум - главната вещица на Растителното сборище целяща да залови Кикимора. За щастие Амити измъква Лус и Кикимора в последния момент. Кикимора решава да предаде Лус и да се върне на парада, защото по-рано Тера споменава, че Императора смята да я повиши. През това време Ида се опитва да разговаря с Рейн, но те не помнят нищо от последната си среща с Ида. Тя се опитва да им припомни, но те заявяват, че не бива повече да се среща с нея, защото е дива вещица. В крайна сметка се налага Ида да се скрие от Сборищните скаути. Същевременно Тера залавя Кикимора и й разкрива, че е била изпратена да я наглежда и да изпита предаността й към Императорското сборище, за да решат дали да я екзекутират. Кикимора успява да докаже предаността си и бива отведена от Тера, за да подготви речта си. След, като остава насаме с Лус, Амити я пита дали е завършила портала. Лус се колебае, но й разказва за срещата с майка си. По-късно Белос изнася реч пред жителите на островите в която изяснява подробностите около Деня на единството. За огромна изненада на всички той сваля маската си и благодари на всички за тяхната подкрепа. |                  |                                        |                                       |                   |                      |
| 31 | 12               | Elsewhere and Elsewhen                 | „Другаде и по друго време“            | 26 март 2022 г.   | 20 септември 2022 г  |
| Лус иска да се върне във времето и да говори с Филип за портала и заедно с Лилит, която се е отбила в Къщата на совите за да отпразнува постъпването си на нова работа отиват да търсят Времеви басейни - времеви дупки създадени при смесването на съсирена Титанова кръв и магически водорасли от Врящото море. След една нощ прекарана в търсене Лилит и Лус успяват да намерят времевите басейни и да започнат да търсят Филип из историческата Мъртвоардова ера. Те успяват да го намерят и с малко преговори успяват да се сработят с него, за да намерят Колекционера - същество, което може да им помогне да построят портал към Човешкото царство. През това време Ида се опитва да избяга от баща си, който е дошъл да я посети, но се разубеждава и отива да поговори с него. Той й дава Палистромово семе, за да продължи завета на клана Клоуторн - прочути майстори на палисмани. Същевременно Филип прави комбинация от глифи, с която телепортира себе си Лилит и Лус в Главата на Титана - свещено място, в което почива Колекционерът. Оказва се, че Филип е лъгал Лилит и Лус, защото му е трябвал някой, който да разсейва Каменния сънливец - чудовище от Хекталозойския период, което се крие зад вратата. За щастие Лус успява да го опитоми и да догони Филип. Тя го пита как ще му помогне Колекционерът да построи портала, но той заявява, че той му трябва за друго. След, като вече не им трябва, Лус и Лилит го изоставят с рана на носа и се прибират. По-късно през нощта Филип използва тайнствената реликва, която по-рано намери в Главата на Титана, за да научи как да живее достатъчно дълго да довърши нещо, което е започнал. |                  |                                        |                                       |                   |                      |
| 32 | 13               | Any Sport in a Strom                   | „Всеки спорт по време на буря“        | 2 април 2022 г.   | 21 септември 2022 г  |
| В Хексайд има Клубен панаир и Уилоу се възползва от възможността, за да основе първия хексайдски отбор по Летящо дерби. Случайно попада на Хънтър, който набира членове за Императорското сборище. Той влиза в отбора по Летящо дерби, защото смята, че членовете му биха били добри кандидати за сборището. Когато вижда съотборниците си, Хънтър иска да напусне отбора, защото ги смята за прекалено слаби, но Уилоу успява да го убеди да им даде шанс и той променя мнението си. През това време Лус и Амити отиват да търсят Милдред Федеруайл - авторката на поредицата "Добрата вещица Азура", защото смятат, че тя може да пътува между световете. В крайна сметка се оказва, че Тибълс събира изхвърлените от морето книги и ги продава. През това време Смарагдовите черва - отборът на Уилоу отбелязва първата си победа и Хънтър им разкрива защо е дошъл. Заедно със Сборищните скаути Хънтър отвежда отбора в кораба на Дариус, който ги отвежда към церемонията за посвещаването им в сборището. Хънтър помисля малко и решава да спаси отбора и да ги измъкне от кораба. След, като се опълчва на Дариус, той отпраща отбора да си вървят. Дариус е впечатлен от това на какво е готов Хънтър, за да опази приятелите си и му прощава. |                  |                                        |                                       |                   |                      |
| 33 | 14               | Reaching Out                           | „Да постигнеш целта си“               | 9 април 2022 г.   | 22 септември 2022 г  |
| Лус иска да се разсее от проблемите си и решава да помогне на Амити да участва в Костбъроуските борби. Амити влиза в борбите под псевдонима Могъщата Митънс и се справя много добре. Докато Амити трупа победи на ринга, Ида решава да приготви Дрънкащ серум, с който да накара Директор Гняв да й разкаже какво планира Белос за Деня на единството. Едрик се чувства безполезен, затова Ида го поканва да им помогне с приготвянето на серума. Лус няма какво да прави и остава насаме с мислите си, затова решава да се присъедини към Костбъроуските борби под псевдонима Заклинателят. Докато Луз и Амити се бият на арената, Ида отива за дърва и Едрик решава да забърза процеса, като добави огнен пчелен мед в серума. Лус случайно попада на Чудоматона, изпратен от Аладор да следи Амити и се опитва да го отпрати. Без да иска включва една от алармите му и така Аладор успява да открие Амити. Последната бяга обидена и Лус успява да я догони чак при дървото, създадено при битката им с Гром. Лус й обяснява, че се е държала така, защото днес е годишнината от смъртта на баща й. Амити и Лус биват прекъснати от Директор Гняв, който се е превърнал в подобно на дракон чудовище, защото добавяйки огнен пчелен мед в серума, Едрик е променил рецептата. Налага се Лус и Ида да победят Директора и след това, Амити обяснява на баща си, че вече не иска да е в сборище и той я разбира. По-късно Амити помага на Лус да набере цветя, за да изпълни част от ритуала с майка й. |                  |                                        |                                       |                   |                      |
| 34 | 15               | Them's the Breaks, Kid                 | „Това са почивките, хлапе“            | 16 април 2022 г.  | 23 септември 2022 г  |
| Лус се пренатоварва с работа, затова Ида решава да й разкаже историята за това, как се е запознала с Рейн Уиспърс. Тя разказва на Лус, че се наложило да представлява Хексайд в тазгодишното "Инструктираме бъдещи вещици от утре" (И.Б.В.О.У.) - специална програма, даваща награди на най-талантливите вещици. Условието да не изключат Ида от Хексайд било да спечели почетната синя лента в училището. Там срещанала Рейн, които вече били спечелили две ленти и Рейн и предложили да се сработят, за да спечелят ленти заедно. Нещата вървели много добре и Ида и Рейн били път да спечелят, но Тера Антиринум - тазгодишният квестор на събитието, решила, че в занятията няма нищо предизвикателно, затова измислила ново предизвикателство - "Сборища срещу диви", където на децата се слагат значки, които определят дали са в сборище или са диви вещици. Целта на играта е сборищните вещици да заловят всички диви. Ида се паднала сборищна вещица, а Рейн - дива. Ида решила да спаси Рейн от две вещици, които били на път да го заловят и това очаровало Тера. За жалост тя все пак не можела да награди неподчинението и решила тази година никой да не получи награда. Тя случайно дочула, че тогавашният директор на Хексайд - Директор Фауст планира да изгони Ида, затова я уверила, че ще му каже, че е била много впечатлена от нея. Ден по-късно Ида среща Рейн в Хексайд и осъзнава, че са ги изключили от училище, защото като спечелели лента, те получавали стипендия за Свети Епидерм. След, като не донесли лента се наложило да се премести в Хексайд при Ида. В днешно време Рейн променя състава на чая, който му дава Тера и така си възвръща спомените. Оказва се, че той все още е бунтовник и е спечелил Дариус на своя страна. |                  |                                        |                                       |                   |                      |
| 35 | 16               | Hollow Mind                            | „Празно съзнание“                     | 23 април 2022 г.  | 26 септември 2022 г  |
| Лус и Хънтър случайно попадат в ума на Император Белос и Лус вижда това, като възможност да докаже, че той е измамник и че не може да говори с Титана. Хънтър не е очарован от думите на Лус и се опитва да й покаже спомените на Белос в които помага на вещиците, но Лус се разсейва от вътрешния Белос, който изглежда като дете. Тогава Хънтър забелязва друго същество, което прилича на Белос и е обсипано със стотици светещи очи. Луз и Хънтър следват детето Белос и се озовават в гора от изсъхнали дървета. Оказва се, че залата в която са попаднали първоначално е създадена от лъжите, които той разказва на жителите на Врящите острови. Детето Белос развежда Лус и Хънтър из спомените на Белос и събира неща от там. Скоро съществото, което ги преследва ги намира и се налага да се крият от него. Докато търсят скривалище, се озовават в спомен, в който Белос разговаря с Колекционера, който му натяква, че само използва Хънтър за да се забавлява, но Белос отрича. Малко по-късно Хънтър попада на част от гората със спомени, където са спомените за предишните Златни стражи и за това как са били убити от Белос. Тогава забелязват, че детето Белос е направило капан за чудовището, което се оказва направено от душите на палисманите, които Белос поглъща. Детето Белос се преобразява в Императора и благодари на Лус и Хънтър, че са разсейвали чудовището. Хънтър го пита за другите стражи, но той не му дава конкретен отговор и го запраща в дупка в земята. След това той разкрива на Лус, че е Филип Уитабейн и е живял толкова дълго, като е поглъщал душите на палисманите. Лус го пита, какво е Гримуокър и Белос й отговаря, че е по-добра версия на стар приятел. За щастие Хънтър спасява Лус точно когато Ида намира начин да ги измъкне от ума на Белос. Хънтър осъзнава, че Белос знае, че той е бил в ума му и че не може да се върне в двореца. Той получава паник-атака и побягва в гората. |                  |                                        |                                       |                   |                      |
| 36 | 17               | Edge of the World                      | „От другата страна на света“          | 30 април 2022 г.  | 27 септември 2022 г  |
| Лус разказва на Ида, Крал и Бухти какво е видяла в ума на Белос, когато се появява Лилит и Бухти е толкова щастлив, че повръща. Крал забелязва писмото, което адресирано до него и решава заедно с Лус и Бухти да отиде на мястото, отбелязано на писмото. То е много далеч и се налага да потърсят помощ от Солти - капитанът на кораба с който Лус търсеше Селкидом. Те се озовават на място образувано от пръста на неизвестно същество. Той се оказва портал до място от другата страна на света, пълно със същества, приличащи на Крал. Те се наричат Титанови трапери и целта им е да заловят последния жив титан и да използват силата му, за да освободят своя бог - Ловеца. Лус разговаря с водача им - Бил и той им разказва за титаните. Според него титаните се държат като монарси и бойният им вик е "Уе"(Weh). Лус забелязва стая, посветена на Колекционера и осъзнава, че той е техния бог и че Крал е титан. През това време Бил дочува виковете на Крал и разбира, че той е титан. Той и неговите последователи са на път да използват Крал за да освободят Колекционера, но Лус го измъква и му разкрива, че е титан. Той разбира, че Титановите трапери са вещици, дегизирани като титани, и че са го лъгали през цялото време. Заедно с Лус и Бухти, Крал се измъква и унищожава портала, през който идват. |                  |                                        |                                       |                   |                      |
| 37 | 18               | Labyrinth Runners                      | „Майстори на лабиринти“               | 7 май 2022 г.     | 28 септември 2022 г  |
| Хънтър решава да се скрие от Белос в Хексайд, но Гас го открива. Той се опитва да го накара да му каже защо се крие, но бива прекъснат от Ейдриън Грей - главен вещер на Илюзионисткото сборище, който е дошъл в Хексайд, за да постави сборищни печати на учениците, защото трябва всички да са в сборище за Деня на единството. Той ги уверява, че е на тяхна страна и им казва, че ще им направи фалшиви печати на китките им, за да заблуди Сборищните скаути, които ще дойдат да ги проверят, но Гас забелязва, че се лъже и го разкрива на всички ученици. Ейдриън му е много ядосан и иска да го накаже, като го включи в Чудовищното сборище, но Гас обвива училището в илюзии на места от миналото му. Заедно с Хънтър се измъкват от Ейдриън и разбират, че Гас може да види, кое е илюзия и кое - не. Заедно с Хънтър успяват да се измъкнат от илюзията и да намерят Уилоу, но Хънтър забелязва, че тя се държи странно. Оказва се, че това е сборищен скаут, направил илюзия, с която да изглежда като Уилоу и Гас и Хънтър са попаднали в засада. Скаутите отвеждат Хънтър, но бива спасен от група ученици, които са се скрили в лечебната стая. През това време Ейдриън се опитва да види спомените на Гас, за да научи къде са Огледалните руини, но заклинанието му се обръща срещу него. Точно тогава Хънтър идва да измъкне Гас и открива Ейдриън и скаутите потънали в най-лошите си спомени. Той успява да успокои Гас и да го измъкне от транса, в който е потънал. След като отпраща скаутите, Хънтър разказва на учениците за плановете на Белос за Деня на единството. |                  |                                        |                                       |                   |                      |
| 38 | 19               | O, Titan Where Art Thou                | „О, Титане, къде си“                  | 14 май 2022 г.    | 29 септември 2022 г  |
| След случката на острова на Титановите трапери, Лус, Бухти и Крал откриват Къщата на совите празна, но Лус намира бележка, оставена от Лилит, в която им съобщава, че с Ида се крият на Коляното. Лус, Крал и бухти намират Ида и Лилит и им разкриват, че Крал е титан. Това е много интригуващо за Лилит и тя веднага започва да се подмазва на Крал, поради факта, че за вещиците, титаните са богове. През това време Лус пита Ида какъв е плана за побеждаване на Белос, но Ида решава да скрие, че всъщност няма план. Тя иска де се разсее от всичките им проблеми и пита Лус и Крал какво искат да правят. Крал иска да прекара време време сам, за да свикне с това, че е последният титан, а Лус иска да се промъкне Полицейски участък 128 и да си върне вещите, които скаутите са конфискували. Докато Ида и Лус се дегизират като Сборищни скаути, за да се промъкнат в участъка, Крал се среща със Стийв - Сборищен скаут, който се съмнява в достоверността на думите на Белос. Заедно със Стийв, Крал обикаля Островите и започва да приема новата си същност. Същевременно Ида и Лус проникват в участъка и започват да претърсват склада. Ида случайно дочува разговор през магическа сфера между един Капитан и Рейн. След като Капитанът напуска стаята, Ида се промъква, за да разговаря с Рейн. Оказва се, че те не са загубили спомените си и Ида ги моли да отведе Лус и Крал на по-безопасно място. Рейн се съгласява, но Лус дочува разговора им и е много обидена на Ида, че въпреки всичко, което са преживели заедно, Ида още я подценява. Лус се опитва да избяга, но бива заловена от Скаутите, които са разкрили измамата им. През това време Крал разговаря със Стийв и разбира, че понякога, когато получиш нещо, то не е каквото очакваш. Това помага на Стийв да се осъзнае и да напусне Императорското сборище. Във килията Ида разкрива на Лус, че всъщност няма план и Лус разбира, защо Ида я отпраща. За щастие, докато ги водят към Подчинаториума, биват измъкнати от Рейн и тяхната група - Сборища срещу трона (КОТКИТЕ). Оказва се, че и Дариус е против плановете на Белос и също е помогнал на КОТКИТЕ да се сформират. Във КОТКИТЕ са се присъединили също Еберулф, Стийв заедно с Лилит, Бухти и Крал и членовете на БОНТ. По-късно Ида и Лус най-накрая решават да изваят палисмана на Лус. |                  |                                        |                                       |                   |                      |
| 39 | 20               | Clouds on the Horizon                  | „Облаци на хоризонта“                 | 21 май 2022 г.    | 30 септември 2022 г  |
| Ден преди Деня на единството КОТКИТЕ създават план да спрат Източващото заклинание - заклинание, което намира всички, които имат сборищни печати, като използва деветте типа магия, за да може да се подхранва. Канализира се чрез водачите на сборища, докато продължава Затъмнението, на чиято дата е Деня на единството. Плана е Ида да си сложи печат на Бардското сборище и да се промъкне на мястото на Рейн, скрита с илюзия. Когато заклинанието започне, проклятието на Ида би трябвало да попречи на Източващото заклинание да се задейства, като с това ще спаси всички жители на островите. По-късно се оказва, че палисмана на Лус е яйце, защото Лус иска той да има избор какъв че бъде, също като нея. След това Лус се разделя с Ида, за да се срещне с Уилоу, Гас и Хънтър, които са били изпратени да я заведат на мястото на събитието. Те стигат до Имението Блайт и оставят Лус сама да се срещне с Амити. След като Лус обещава на Амити, че след Деня на единството няма да имат за какво да се тревожат, Амити решава да я целуне, с което много я изненадва. През това време Ида получава своя печат и се приготвя да играе ролята на Рейн в Деня на единството. Същевременно Лус и приятелите й се промъкват във Фабриката Блайт, за да убедят Одалия да спре да доставя Чудоматони на Императора. Оказва се, че тя е знаела за Източващото заклинание и иска само да бъде над другите. За щастие Аладор се намесва и спира Одалия. Тя много му се ядосва и заявява, че ще трябва да си намери нов бизнес партньор, с което намеква, че се развежда с Аладор. За нещастие Кикимора, която случайно е дошла да прибере доставка на Чудоматони, залавя Лус и я води при Императора погрешка, защото Гас и прави илюзия да изглежда като Хънтър. |                  |                                        |                                       |                   |                      |
| 40 | 21               | King's Tide                            | „Приливът на Крал“                    | 28 май 2022 г.    | 30 септември 2022 г. |
| Аладор и приятелите на Лус поемат на пътешествие до Лус, за да я измъкнат от Белос. Докато Ида заема мястото на Рейн и се внедрява сред водачите на сборища и Източващото заклинание се задейства, Белос съобщава на Колекционера, че няма да го освободи, защото няма достатъчно Титанова кръв, когато пристига Кикимора, която води Лус със себе си. През това време проклятието на Ида се проявява и отслабва заклинанието, но другите сборищни водачи се сработват срещу Ида, Дариус и Рейн и възвръщат реда, с което обричат островите на смърт. Същевременно Белос се опитва да накара Лус да го последва в Човешкото царство и да остави вещиците да загинат. Разбира се, че Лус не се съгласява и Белос решава да я вкамени. За щастие Лус успява да го излъже, че ще му бъде гид в модерността и той спира вкаменяването и Лус го надхитрява, като му слага печат, за да го накара да спре Източващото заклинание. Същевременно заклинанието започва да унищожава вещиците и Тера осъзнава огромната грешка, която е допуснала, но е твърде късно. През това време Белос продължава да държи на своето и избягва ефецта на Източващото заклинание, като преминава в чудовищна форма. Същевремнно приятелите на Лус отиват до Главата, където се намира Лус и й се притичват на помощ. Същевременно Крал разговаря с Кикимора, която през цялото време се е криела близо до битката. Тя му разкрива, че единственият, който има силата да спре Източващото заклинание е Колекционера. Крал го намира на дъното на Главата и го убеждава да спре Източващото заклинание, като му обещава да играят на игра наречена "Къщата на совите". През това време проклятието на Ида й въздейства лошо и забързва заклинанието за нея, но Рейн успява да я спаси, като откъсва ръката й, на която се намира печатът. Крал освобождава Колекционера, който си отмъщава на Белос, като го размазва в една стена. След това спира Изтощаващото заклинание и вещиците започват да се възстановяват. За нещастие Колекционера обявява, че за да играе на "Къщата на совите", ще му трябва къща на совите и решава да унищожи Главата, за да използва останките й, за да построи къща на совите. Така принуждава Лус и приятелите й да избягат през Портала за Човешкото царство, за да се спасят. Колекционера забелязва, че и Крал иска да избяга и го кара да остане при него, за да изпълни обещанието си. Крал решава да изпиолзва силите си, за да запрати Лус и приятелите й през Портала, като така изразходва последната Титанова кръв, което значи, че нямат път един към друг. |                  |                                        |                                       |                   |                      |